# Okręg wyborczy nr 108 do Sejmu Polskiej Rzeczypospolitej Ludowej (1989–1991)
Okręg wyborczy nr 108 do Sejmu Polskiej Rzeczypospolitej Ludowej (1989–1991) obejmował Żary oraz gminy Brody, Brzeźnica, Bytom Odrzański, Gozdnica, Iłowa, Jasień, Kożuchów, Lipinki Łużyckie, Lubsko, Łęknica, Małomice, Niegosławice, Nowa Sól, Nowa Sól (gmina wiejska), Nowe Miasteczko, Nowogród Bobrzański, Otyń, Przewóz, Siedlisko, Sława, Szprotawa, Tuplice, Wymiarki, Żagań, Żagań (gmina wiejska) i Żary (gmina wiejska) (województwo zielonogórskie). W ówczesnym kształcie został utworzony w 1989. Wybieranych było w nim 3 posłów w systemie większościowym.
Siedzibą okręgowej komisji wyborczej były Żary.

## Wybory parlamentarne 1989

### Mandat nr 423 –Polska Zjednoczona Partia Robotnicza
| Kandydat | I tura | I tura | II tura | II tura |
| Kandydat | Głosów | %      | Głosów  | %       |
| --- | ------ | ------ | ------- | ------- |
| Józef Błaszczyk                                                                                                | 32 522 | 30,02  | 25 097  | 49,50   |
| Walerian Soliński                                                                                              | 22 741 | 20,99  | —       | —       |
| Tomasz Niesłuchowski                                                                                           | 15 321 | 14,14  | 20 676  | 40,78   |
| Liczba głosów ważnych: 108 340 (I tura) • 50 699 (II tura) Źródło: Państwowa Komisja Wyborcza I tura i II tura |        |        |         |         |

### Mandat nr 424 – bezpartyjny
| Kandydat                                                          | Głosów | %     |
| ----------------------------------------------------------------- | ------ | ----- |
| Andrzej Gabryszewski                                              | 74 479 | 64,27 |
| Łucja Kłos                                                        | 31 976 | 27,59 |
| Liczba głosów ważnych: 115 880 Źródło: Państwowa Komisja Wyborcza |        |       |

### Mandat nr 425 – bezpartyjny
| Kandydat                                                          | Głosów | %     |
| ----------------------------------------------------------------- | ------ | ----- |
| Tadeusz Sierżant                                                  | 72 532 | 65,91 |
| Ryszard Szykuła                                                   | 16 773 | 15,24 |
| Jan Mikos                                                         | 14 695 | 13,35 |
| Liczba głosów ważnych: 110 050 Źródło: Państwowa Komisja Wyborcza |        |       |